# Slavko Zore
Slavko Zore (patrizansko ime Griša), slovenski pravnik, politični delavec in diplomat, * 10. januar 1910, Trst, † 7. november 1977, Ljubljana.

## Življenje in delo
Ljudsko šolo je obiskoval v Zagorju ob Savi (družina se je tja preselila 1914), gimnazijo pa v Ljubljani (1922-1930). Študiral je pravo (1930–1935) na PF v Ljubljani in prav tam 1936 tudi doktoriral. Do 1929 je bil član Sokola, od 1934 liberalnega dijaškega društva Jadran.
Služboval je pri Upravi dravske banovine v Ljubljani. Zaradi nudenja pravne pomoči delavcem so ga obdolžili komunizma in kazensko premestili v Škofjo Loko. Po okupaciji 1941 je bil organizator OF med banovinskimi uslužbenci v Ljubljani, pozneje sodelavec centralne komisije VOS. Novembra 1942 ga je fašistični okupator zaprl in spomladi interniral v Visco, ob kapitulaciji Italije je bil med voditelji odpora, ki so prevzeli upravljanje taborišča in organizirali odhod. Po prihodu v Goriška Brda se je aktivno vključil v NOB; bil med drugim politični komisar Briškega odreda, potem I. soške brigade, od decembra 1943 pomočnik šefa obveščevalne službe 9. korpusa. Februarja 1944 je bil poklican v Glavni štab NOV in POS in bil imenovan za namestnika šefa civilne obveščevalne službe Slovenije, od aprila 1944 je bil šef oddelka za zaščito naroda (OZNA). Aprila 1945 je postal svetnik v jugoslovanskega veleposlaništvu v Washingtonu, od 1950–1951 pomočnik ministra za zunanjo trgovino, 1951–1958 načelnik političnega oddelka v sekretariatu za zunanje zadeve, potem izredni veleposlanik FLRJ na Finskem, v Siriji in Jordaniji. Po vrnitvi v Slovenijo je bil v letih 1958–1959 pomočnik sekretarja izvršnega sveta Skupščine Slovenije, 1959–1963 republiški javni tožilec. Hkrati je opravljal še številne dolžnosti v različnih odborih in komisijah, npr. v SZDL, CK ZKS, Društvu SRS za OZN. Vsako leto se študentom podeljujejo nagrade Slavka Zoreta za najboljše prispevke s področja delovanja OZN. Zore je prejel več domačih in tujih vojaških in civilnih odlikovanj.

## Odlikovanja in priznanja
- Partizanska spomenica 1941
- Red partizske zvezde s puškami (1945)
- Red zaslug za ljudstvo s srebrnimi žarki (1947)
- Red bratstva in enotnosti z zlatim vencem (1950)
- Red dela z rdečo zastavo (1963),
- Red republike s srebrnim vencem (1970)
- Zvezno plaketo varnosti (1974).

Kot diplomat je prejel:
- Red viteza Velikega leva republike Finske
- Red zaslug za državo republike Sirije